# Strmec Stubički
 Strmec Stubički  falu Horvátországban Krapina-Zagorje megyében. Közigazgatásilag Stubička Toplicéhez tartozik.

## Fekvése
Zágrábtól 17 km-re északra, községközpontjától  2 km-re délnyugatra a Horvát Zagorje déli határán a megye déli részén fekszik.

## Története
A településnek 1857-ben 371, 1910-ben 760 lakosa volt. Trianonig Zágráb vármegye Stubicai járásához tartozott. 2001-ben 753 lakosa volt.

## Külső hivatkozások
- Stubičke Toplice község honlapja
- Stubičke Toplice turisztikai honlapja